# Zamek Bashtovë
Zamek Bashtovë – zamek leżący 2 km od miejscowości Vilë-Ballaj, w obwodzie Tirana, w zachodniej Albanii. Położony jest 4 km od ujścia rzeki Shkumbin do Morza Adriatyckiego. W 2017 roku zamek został wpisany na listę informacyjną UNESCO.
Obecnie zachowały się dwie okrągłe i jedna prostokątna wieża. Ściany mają grubość od 1,25 do 1,40 m, a ich wysokość wynosi 12 m.

## Historia
Dokładna data wybudowania zamku nie jest znana. Według Alaina Ducelliera został wybudowany w VI wieku n.e., przez Cesarstwo Bizantyjskie. Część historyków uważa jednak, że twierdza pochodzi, najprawdopodobniej, z X wieku. Pierwsza wzmianka na temat zamku pochodzi z 1521 roku. W 1478 roku został zdobyty przez Turków osmańskich.

## Galeria

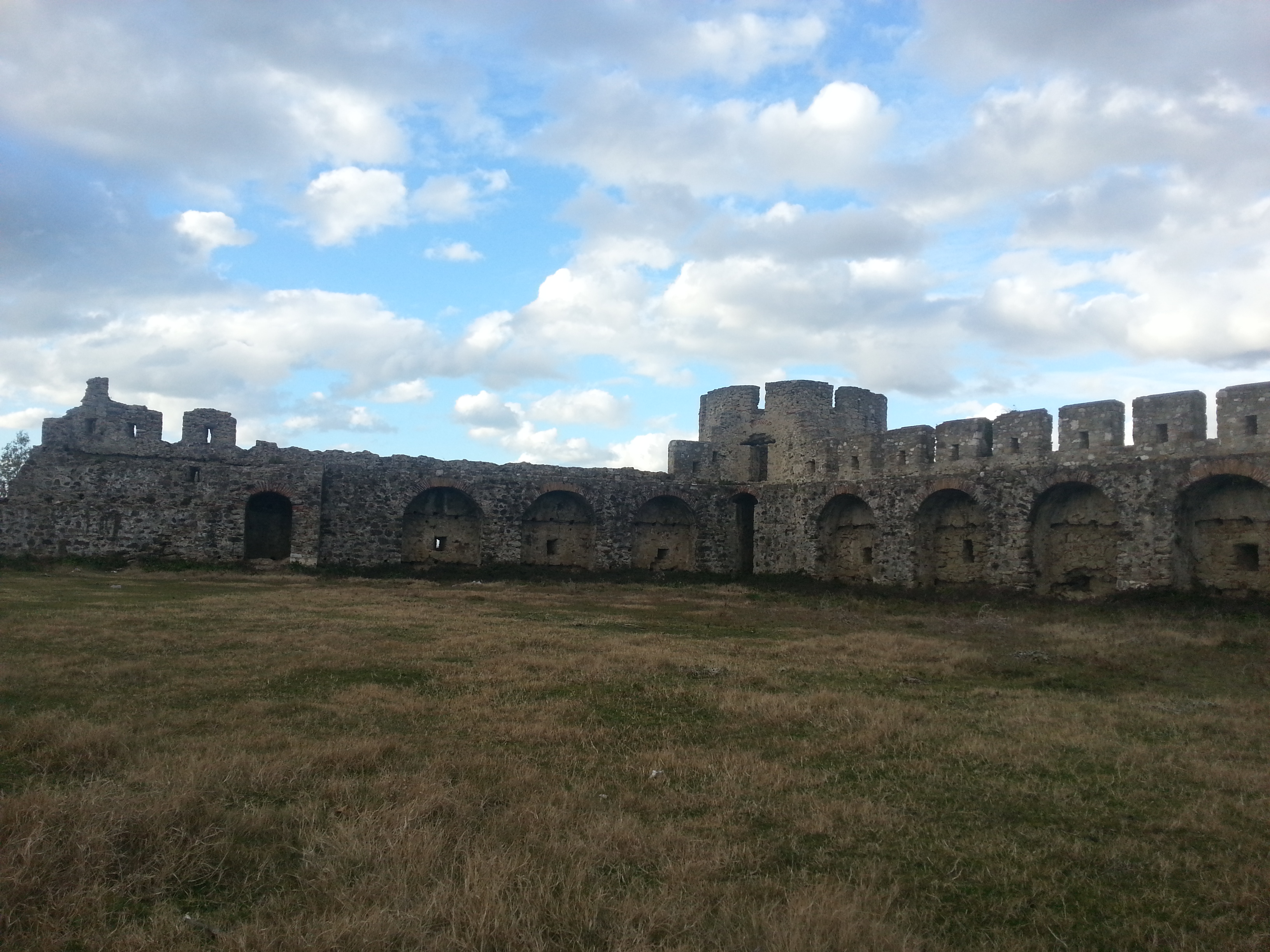
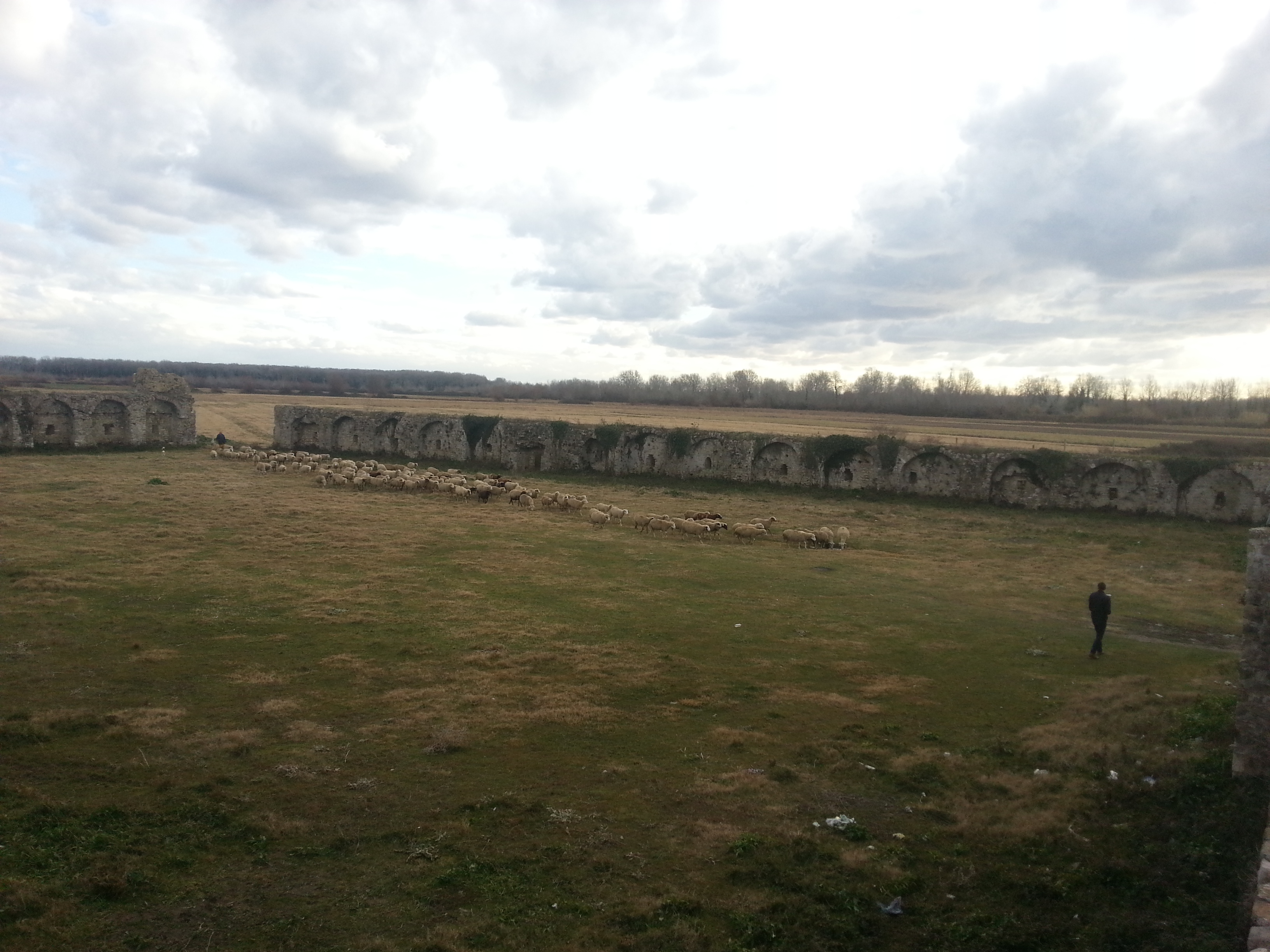
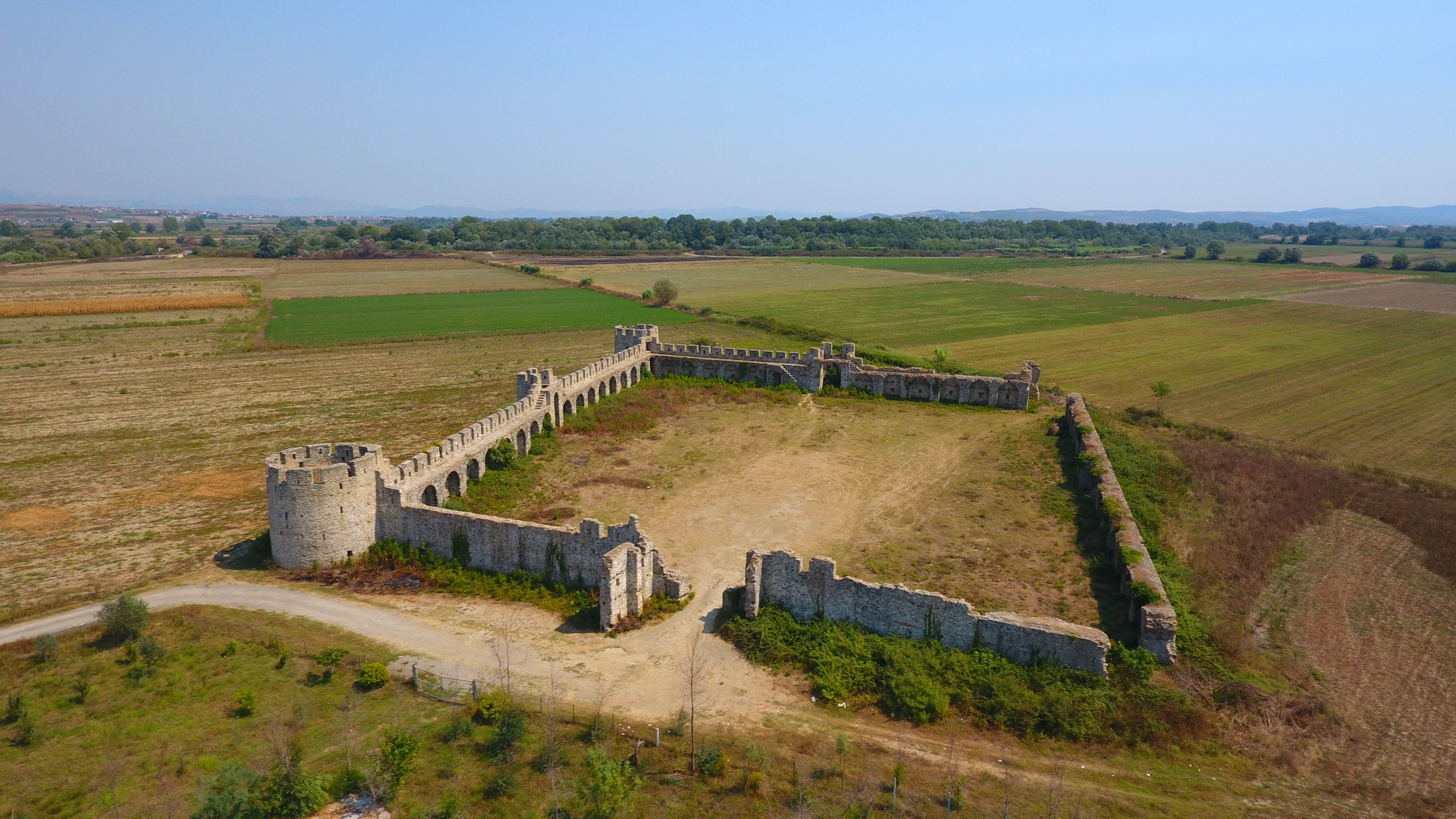
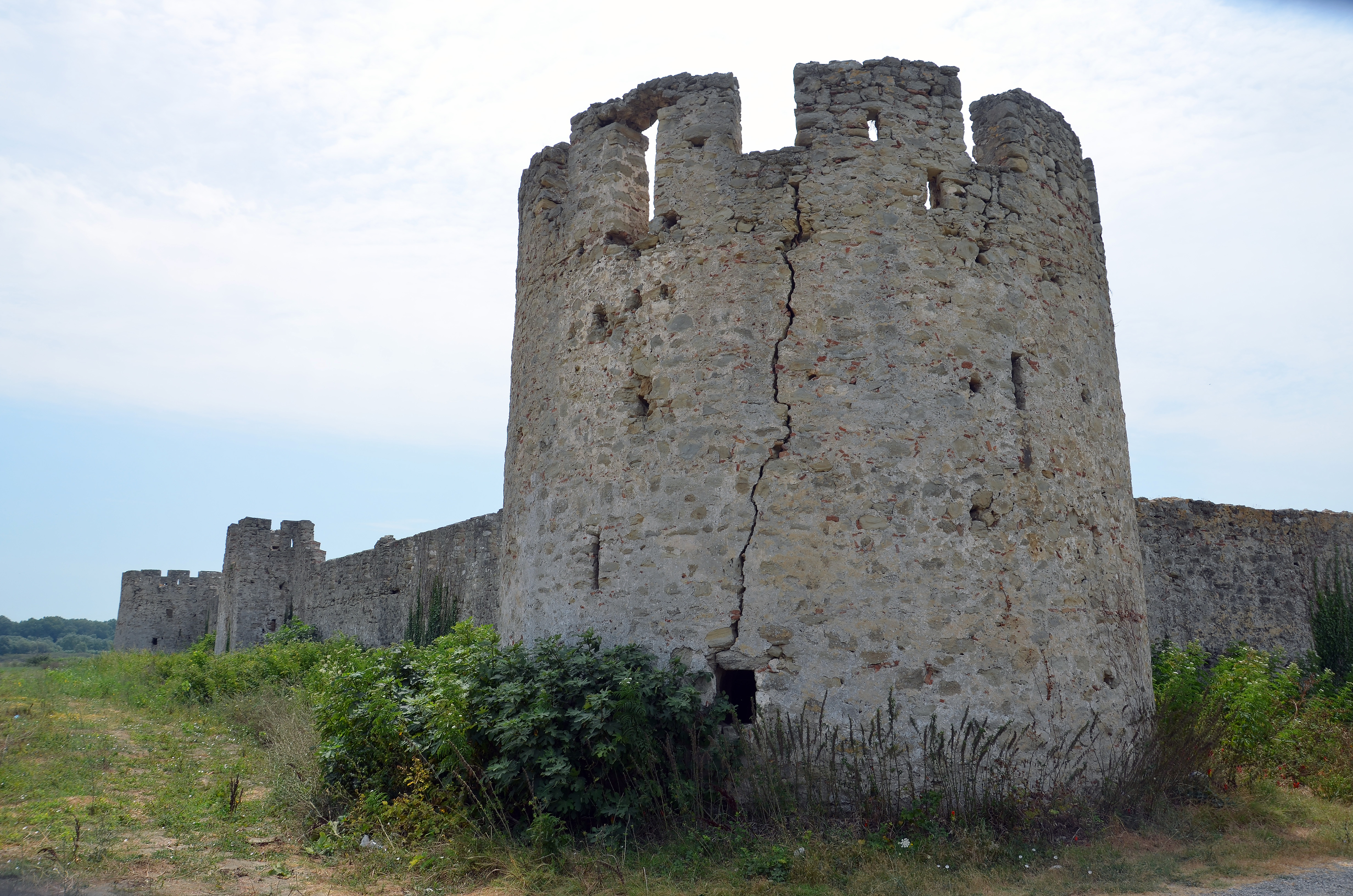
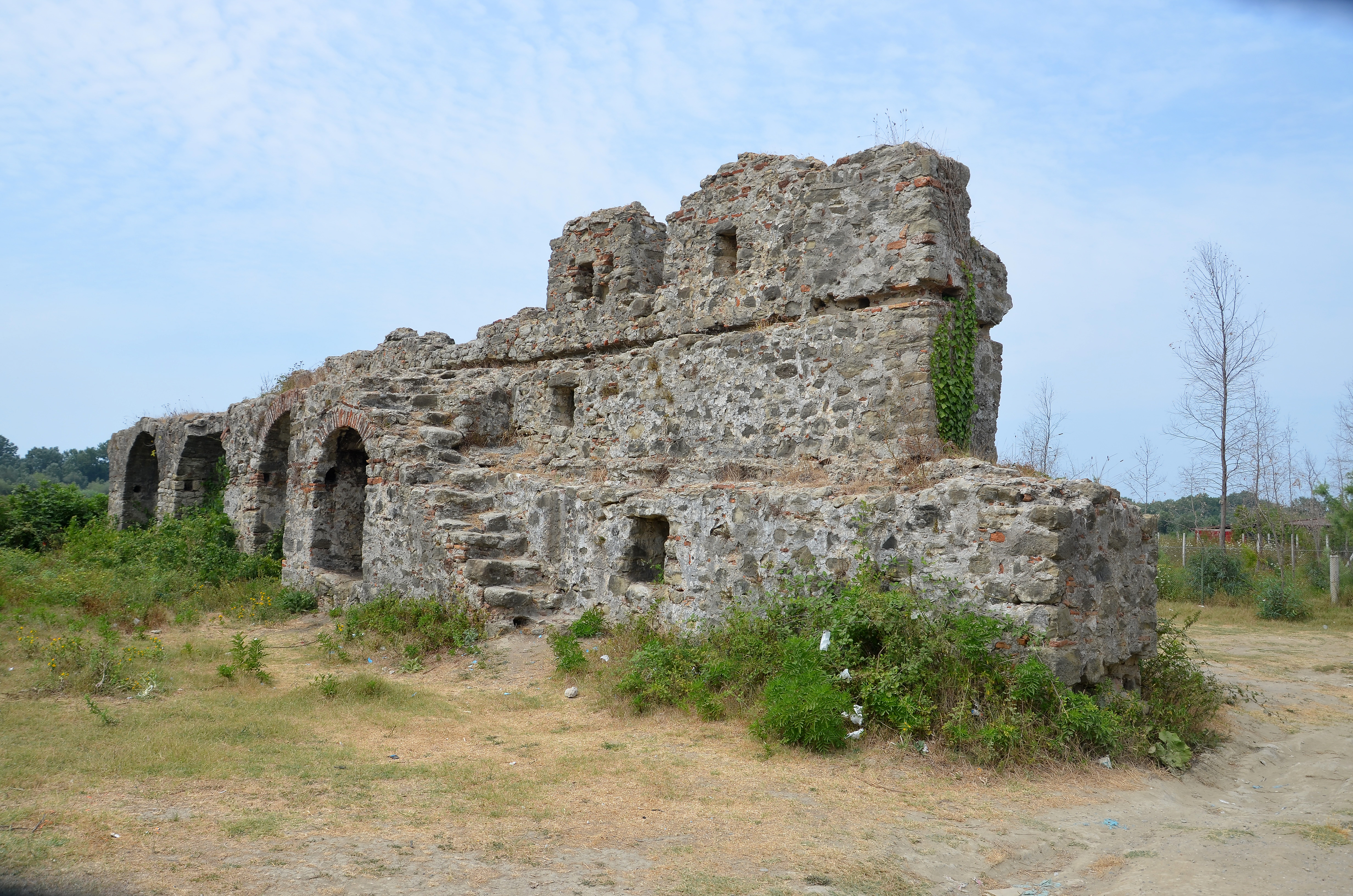
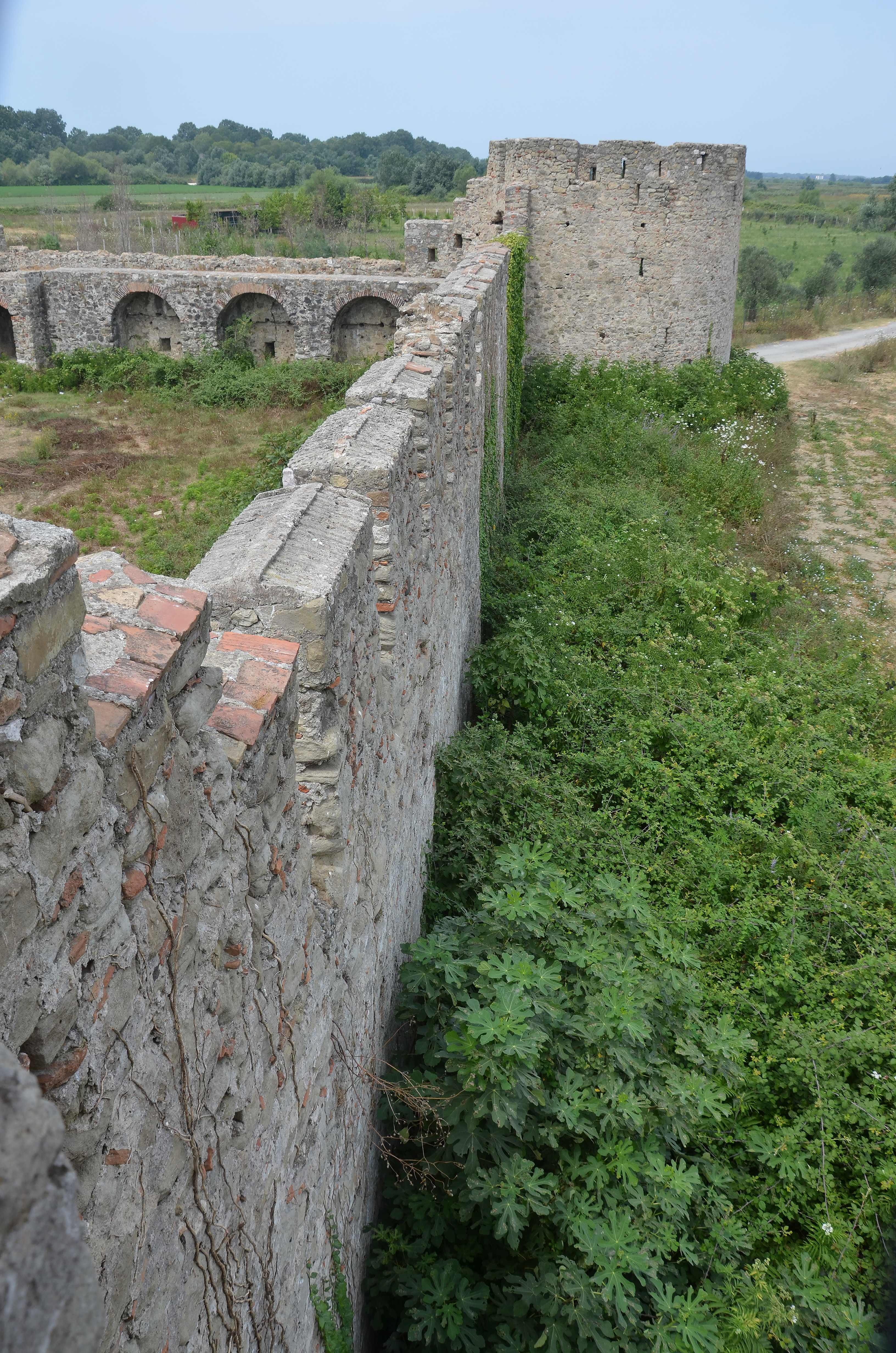
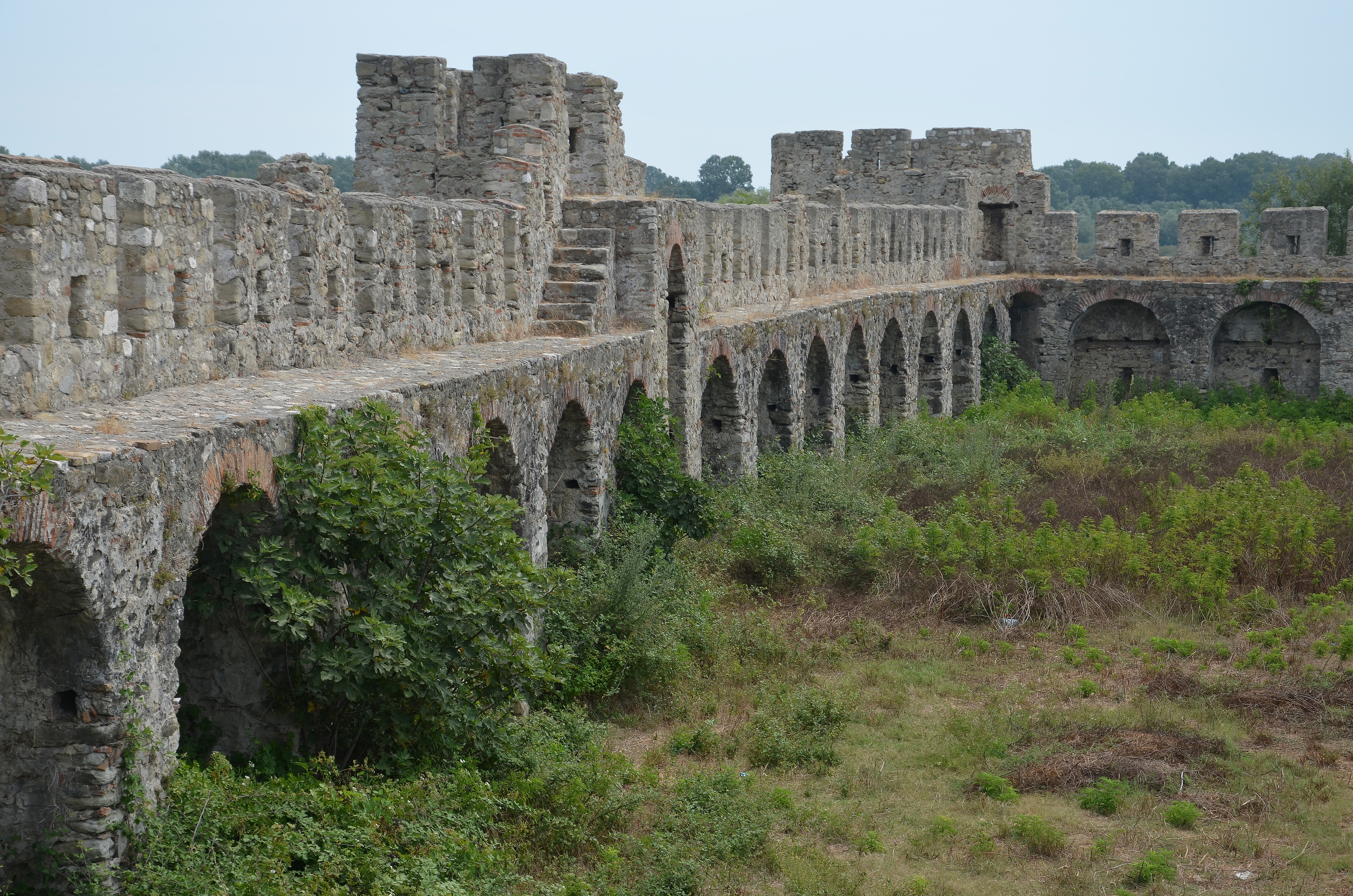